# Fiat G.212
Fiat G. 212 — итальянский трёхмоторный среднемагистральный пассажирский самолёт, являющийся улучшенной версией Fiat G.12.

## История
Разработка самолёта началась под руководством итальянского авиаконструктора Джузеппе Габриелли. Первый прототип впервые поднялся в воздух 19 февраля 1947 года. Самолёт представлял собой доработанную версию пассажирского и транспортного самолёта  Fiat G.12. Новый самолёт был длиннее, имел большее крыло и более широкий фюзеляж. Он был оснащён тремя двигателями Alfa Romeo 128 по 860 л. с. каждый. После него были представлены ещё две версии, предназначенные для гражданского использования — G. 212CP с пассажировместимостью до 34 пассажиров и транспортная модификация G. 212TP. Оба самолёта были оснащены более мощными двигателями Pratt & Whitney R-1830 Twin Wasp. 

## Эксплуатация
Первые самолёты использовались итальянской авиакомпанией Avio Linee Italiane по маршрутам в пределах Европы (практическая дальность самолёта была 3000 км). Затем G. 212 были приобретены египетской авиакомпанией SAIDE, французской Cie Air Transport и итальянской Ali Flotte Riunite. Позднее один самолёт был куплен авиакомпанией Arabian Desert Airlines (Кувейт). 6 самолётов были приобретены ВВС Италии и эксплуатировались до 1952 года. С 1951 года 2 самолёта были переделаны под тренажёры. По состоянию на 2020 год, сохранился только один экземпляр самолёта Fiat G. 212. Он находится в музее ВВС Италии в Винья-ди-Валле, на берегу озера Браччано.

## Модификации
G.212CA
Первый прототип.
G.212CP
Первая серийная коммерческая версия.
G.212TP
Военно-транспортная модификация.
G.212AV
Специальная учебная версия для ВВС Италии.

## Аварии и катастрофы
За время эксплуатации в различных авариях и катастрофах было потеряно 7 самолётов Fiat G. 212 различных модификаций. При этом погибли 39 человек.
| Дата       | Бортовой номер | Место катастрофы | Жертвы    | Краткое описание |
| ---------- | -------------- | ---------------- | --------- | --- |
| 01.07.1948 | I-ELSA         | Керберген        | 8/12      | Выполнял рейс из Милана в Брюссель. В условиях плохой видимости самолёт сбился с курса. Пилот принял решение совершить вынужденную посадку на маленький аэродром. Однако во время захода на посадку самолёт потерял скорость и разбился. |
| 04.05.1949 | I-ELCE         | 7 км от Турина   | 31/31     | В условиях плохой видимости экипаж потерял ориентацию в пространстве, самолёт задел левым крылом ограду построенной на холме базилики Суперга и врезался в землю. В катастрофе погиб состав футбольной команды Торино.                   |
| 16.10.1949 | SU-AFX         | Александрия      | 0/3       | Потерпел аварию при взлёте. |
| 24.02.1951 | н.д.           | Урбе             | 0/5       | Военный борт. Совершил жёсткую посадку. Пострадали 3 человека. |
| 07.02.1953 | MM61772        | Рим              | 0/н.д.    | Отказ двигателя в полёте. Совершил жёсткую посадку. |
| 29.07.1954 | G-ANOE         | аэропорт Кувейт  | 0/3       | Приземлился мимо полосы и сломал шасси. |
| 02.11.1956 | SU-AFF         | Суэц             | н.д./н.д. | Уничтожен в ходе Суэцкого кризиса. |